# Liste öffentlicher Bücherschränke in Baden-Baden
In der Liste öffentlicher Bücherschränke in Baden-Baden sind öffentliche Bücherschränke für Orte, die zum Stadtkreis Baden-Baden in Baden-Württemberg gehören, aufgeführt. Sie ist primär nach Orten sortiert, unabhängig davon, ob es sich um Ortsteile, Gemeinden oder Städte handelt. Der Artikel ist Teil der übergeordneten Liste öffentlicher Bücherschränke in Baden-Württemberg. Ein öffentlicher Bücherschrank ist ein Schrank oder schrankähnlicher Aufbewahrungsort mit Büchern, der dazu dient, Bücher kostenlos, anonym und ohne jegliche Formalitäten zum Tausch oder zur Mitnahme anzubieten. Die Liste erhebt keinen Anspruch auf Vollständigkeit.

## Öffentliche Bücherschränke in Baden-Baden
Derzeit sind im Stadtkreis Baden-Baden 4 öffentliche Bücherschränke erfasst (Stand: 20. Jan. 2022):
| Bild | Ausführung    | Ort            | Seit          | Anmerkung                                | Geokoordinaten              |
| ---- | ------------- | -------------- | ------------- | ---------------------------------------- | --------------------------- |
|      | Bücherschrank | Ebersteinburg  |               | Öffentlicher Bücherschrank Ebersteinburg | ⊙ Ebersteinburger Straße 54 |
|      | Bücherschrank | Haueneberstein |               | Bücherschrank im Rathaus                 | ⊙ Eberbachstraße 1          |
|      | Bücherschrank | Neuweier       |               | Öffentlicher Bücherschrank Neuweier      | ⊙ Mauerbergstraße 97        |
|      | Bücherschrank | Geroldsau      | 21. Dez. 2021 | Öffentlicher Bücherschrank Geroldsau     | ⊙ Grobbachhalle             |

## Statistik
Zu einem Vergleich zu den anderen Stadt- und Landkreisen Baden-Württembergs sowie zum Landesdurchschnitt siehe die Statistik öffentlicher Bücherschränke in Baden-Württemberg.